# Filogenie animală
Filogenia animală este știința care stabilește diferențierea istorică a grupurilor de organisme animale fosile și actuale (specii, genuri, familii, ordine etc). 
Materializarea cea mai concisă a cercetărilor acestei științe este elaborarea arborelui filogenetic.